# Rzepinek (województwo lubuskie)
Rzepinek – osada w Polsce położona w województwie lubuskim, w powiecie słubickim, w gminie Rzepin, w sołectwie Gajec.
W latach 1975–1998 miejscowość położona była w województwie gorzowskim.
Miejscowość położona jest przy drodze lokalnej Nowy Młyn – Rzepinek, w pobliżu drogi wojewódzkiej nr 139 Górzyca – Kowalów – Rzepin – Gądków Wielki.